# (52540) 1996 TJ48
1996 تي جاي 48 (ويعرف أيضًا باسم (52540) 1996 تي جاي 48 وفق تسمية الكوكب الصغير) (بالإنجليزية: 1996 TJ48)‏ هو كويكب ضمن حزام الكويكبات؛ وترتيبه 52540 من حيث الاكتشاف.
اكتُشف هذا الجُرم الفلكي بواسطة هيروشي كانيدا في 9 أكتوبر 1996.

## وصلات خارجية
- (52540) 1996 TJ48 في قاعدة بيانات مختبر الدفع النفاث لأجرام النظام الشمسي الصغيرة

- الاكتشاف · مخطط المدار ·  العناصر المدارية · المعلمات المادية

- (52540) 1996 TJ48 على موقع ويكي سكاي: DSS2, SDSS, GALEX, IRAS, Hydrogen α, X-Ray, Astrophoto, Sky Map, Articles and images